# Imanol Agirretxe
Imanol Agirretxe Arruti (* 24. Februar 1987 in Usurbil) ist ein ehemaliger spanischer Fußballspieler, der 13 Jahre lang bei Real Sociedad in der spanischen Primera División unter Vertrag stand.

## Spielerkarriere
Imanol Agirretxe startete seine Karriere als Fußballer beim baskischen Traditionsverein Real Sociedad. Dort durchlief er diverse Jugendmannschaften, bevor er im Jahre 2005 in das B-Team der „Txuri Urdin“ berufen wurde. Nach zwei Spielzeiten in der Segunda División B mit 19 Toren in 59 Spielen gab Agirretxe am 8. Januar 2006 beim 0:1 auswärts bei Celta Vigo sein Profidebüt in der ersten Mannschaft.
Aufgrund der großen Konkurrenz konnte sich Agirretxe bisher nicht bei Real Sociedad durchsetzen. Nach sechs Einsätzen in seiner ersten Profisaison und dem Abstieg in die Segunda División spielt er für das Profiteam kaum eine Rolle. Für die Rückrunde der Saison 2006/07 war er an den Zweitligisten CD Castellón ausgeliehen, aber auch dort spielte er nur selten.